# Rhipidomys caucensis
Rhipidomys caucensis is een zoogdier uit de familie van de Cricetidae. De wetenschappelijke naam van de soort werd voor het eerst geldig gepubliceerd door J.A. Allen in 1913.

## Voorkomen
De soort komt voor in Colombia.